# Observatorio de Helmos
El Observatorio de Helmos (en griego: Αστεροσκοπείο Χελμού) es un observatorio situado en la cima del monte Helmos (Chelmos), cerca de Kalávrita, en el sur del país europeo de Grecia. Es la mayor infraestructura de investigación del Observatorio Nacional de Atenas. El observatorio se completó y se inauguró en el año 2001. Su equipo principal es el Aristarchos, un telescopio de 2,3 metros, fabricado por la empresa alemana Carl Zeiss AG, con la financiación de las universidades de Patras y Mánchester.